# 一関市立図書館
一関市立図書館（いちのせきしりつとしょかん）は岩手県一関市の公共図書館である。

## 概要
一関市立図書館は、旧・一関市と西磐井郡花泉町、東磐井郡大東町・千厩町・東山町・室根村・川崎村・藤沢町の旧市町村に合併前に設置されていた図書館を引き継いだ、計8館から成る図書館である。
一関市立図書館資料収集方針及び一関市立図書館資料選定基準に基づき、多様な資料の収集及び提供を行っている。
各図書館では、公用車などを使った配本、団体貸出や幼稚園・保育所・高齢者施設でのおはなし会の開催など市内全域で館外サービスを行っているほか、一関図書館・大東図書館・東山図書館では移動図書館を実施している。

## 運営
一関市における図書館運営の基本目標として、市民の心を豊かに満たし、市民とともに成長する図書館という目標を定めている。市民の利用を積極的に推進し、人が集い、憩い、育ち、有機的につながり、コミュニティづくりの一翼を担い、ともに成長する図書館とすることを目指している。
具体的な数値目標については以下の表を参照。
|                               |                               | 現状 (2019年度) | 中期目標 (2020年度) | 長期目標 (2025年度) |
| ----------------------------- | ----------------------------- | --------------- | ------------------- | ------------------- |
| 市民1人当たり年間貸し出し点数 | 市民1人当たり年間貸し出し点数 | 7.9点/人        | 10点/人             | 12点/人             |
| 年間貸出点数                  | 総数                          | 908,662点       | 1,120,000点         | 1,250,000点         |
| 個人貸出登録者数              | 登録者数                      | 56,798人        | 56,000人            | 57,300人            |
| 個人貸出登録者数              | 人口に占める割合              | 49.6%           | 50%                 | 55%                 |

### 図書館運営の基本方向
読書環境の充実
市民の知る自由を保障し、地域における情報拠点としての役割を果たすため、多様な読書意欲に応え、自主的な学びへの取り組みを多面的に支援することとしている。
乳幼児・児童・青少年へのサービスと学校図書館支援子どもと本を結び、健やかな成長と自立を支える図書館
成人へのサービス生きがいを見いだす図書館
図書館利用が困難な方へのサービス個性やニーズに合わせたサービスを柔軟に展開する図書館
全域サービス地域を結び、だれでもどこでも使える図書館
図書館資料の案内、貸出・予約情報を発信し、人と資料をつなげる図書館
レファレンスサービス暮らしに役立つ身近な図書館
地域の特色を生かした運営
図書館がコミュニティの情報拠点として、地域の課題解決や夢の実現のための学びと情報提供を通して、地域の自立などを支援しながら、地域の特色を生かした個性ある図書館づくりに努めることとしている。
施設すべてのひとにわかりやすく使いやすい図書館
図書館管理システムと資料搬送8館の資源を有効に利用できる図書館
情報通信環境たくさんの新しい情報と出会い、活用できる図書館
市民との協働だれでも参加し輝くことができる図書館
図書館資料知の世界を広げ、学び続けることができる図書館
郷土資料（地域・行政資料）歴史と文化を継承し、郷土の魅力を発見できる図書館
運営よりよいサービスを目指し成長する図書館
（出典:）

### 現状
以下に、2019年度末に統計された一関市立図書館の各図書館の現状となる数値を示す。
| 図書館名   | 個人貸出(点) | 団体貸出(点) | 登録者(人) | 蔵書点数(点) | 収容能力(点) | 職員体制(人) | 司書(人) | 延床面積(m2) | 開架面積(m2) | 建築(年) |
| ---------- | ------------ | ------------ | ---------- | ------------ | ------------ | ------------ | -------- | ------------ | ------------ | -------- |
| 一関図書館 | 439,755      | 35,315       | 25,709     | 339,129      | 494,000      | 22.5         | 10.5     | 4,772        | 2,395        | 2014     |
| 花泉図書館 | 99,243       | 11,227       | 6,159      | 71,543       | 74,000       | 6.9          | 6.3      | 999          | 911          | 2013     |
| 大東図書館 | 57,671       | 32,426       | 5,575      | 152,040      | 104,000      | 7.0          | 4.4      | 1,285        | 583          | 1981     |
| 千厩図書館 | 84,877       | 6,224        | 5,225      | 98,699       | 62,000       | 7.4          | 2.0      | 860          | 355          | 2002     |
| 東山図書館 | 50,330       | 11,242       | 2,990      | 69,608       | 50,000       | 7.0          | 3.9      | 656          | 570          | 2009     |
| 室根図書館 | 36,471       | 8,831        | 1,882      | 49,009       | 30,000       | 4.6          | 2.9      | 314          | 279          | 2010     |
| 川崎図書館 | 115,401      | 4,784        | 7,613      | 107,188      | 79,500       | 8.5          | 5.8      | 794          | 596          | 1998     |
| 藤沢図書館 | 24,914       | 8,314        | 1,705      | 48,230       | 45,000       | 4.8          | 2.0      | 277          | 241          | 1998     |
| 合計       | 908,662      | 118,363      | 56,798     | 935,446      | 938,500      | 68.7         | 37.8     | 9,957        | 5,930        | －       |

職員体制は業務量に応じて算定されている。また、一関図書館の延床面積は1階の駐車場部分を除いたものである。なお、千厩図書館及び大東図書館の建築年は改築後から数えた年となっている。
（出典:）

## サービス
移動図書館、館外サービス、学校図書館などと連携をし、地域への細やかなサービスや、誰もがどこでも図書館資料を利用できるサービスを提供することを目的としている。
- 移動図書館車や公用車による館外サービスについて、効果的、効率的な運行を行う。
- 学校や市民センター、民間施設と連携し、配本所の設置や団体貸出などを行う。
- 学校や幼保施設、市民センター、民間施設、各種団体と連携し、出前おはなし会の開催などを行う。
- 電子図書館を導入し、市民だれもがどこでも利用可能な電子資料を提供し、市民の読書環境を拡充する。

（出典:）

### 移動図書館
市内を巡回し、資料の貸出やその他の奉仕を行うために、一関図書館・大東図書館・東山図書館の3館では、移動図書館が実施されており、トラックをベースとした移動図書館車で市内の各所を巡回している。また、資料を広く市民の利用に供するために、市内の各地に配本所が置かれ、移動図書館車を利用し各配本所へ資料を運搬している。

### OPAC
図書館情報システムは富士通製のシステムが導入されているため、それに付随するOPACが利用されている。利用者向けにはウェブ上で利用できるほか、各図書館に設置されているタッチ式の端末などでも参照できるようになっている。
また、本図書館のOPACと連携している岩手県立図書館では、岩手県内の他市町村の図書館と共に一括しての資料の検索が可能になっている。

## 図書館
各図書館の開館時間は一関図書館が平日は10時～20時で土日祝日が10時～19時、それ以外の図書館は平日10時〜19時で土日祝日10時〜18時で運営している。

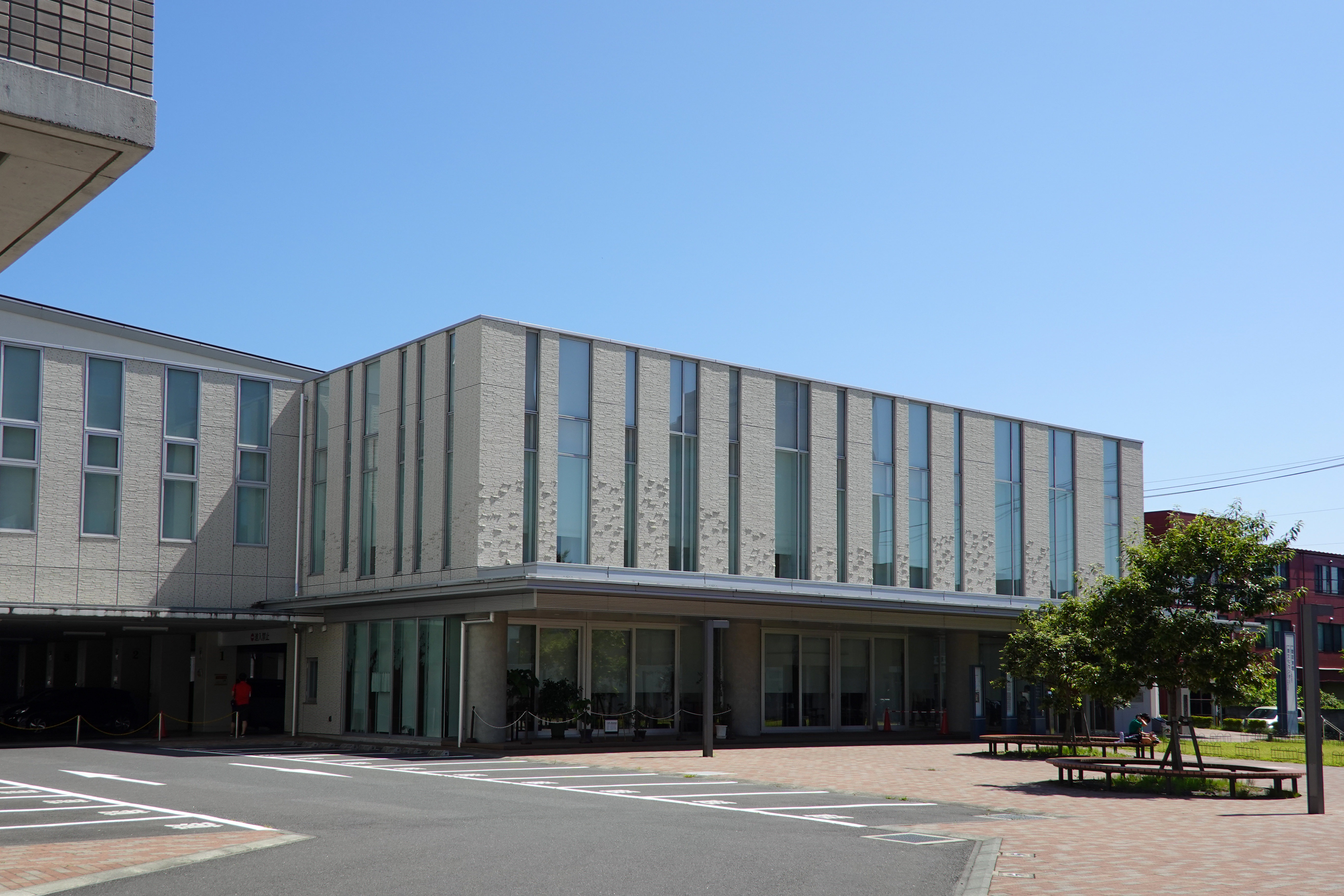
一関市立一関図書館 (中央館・地域館)
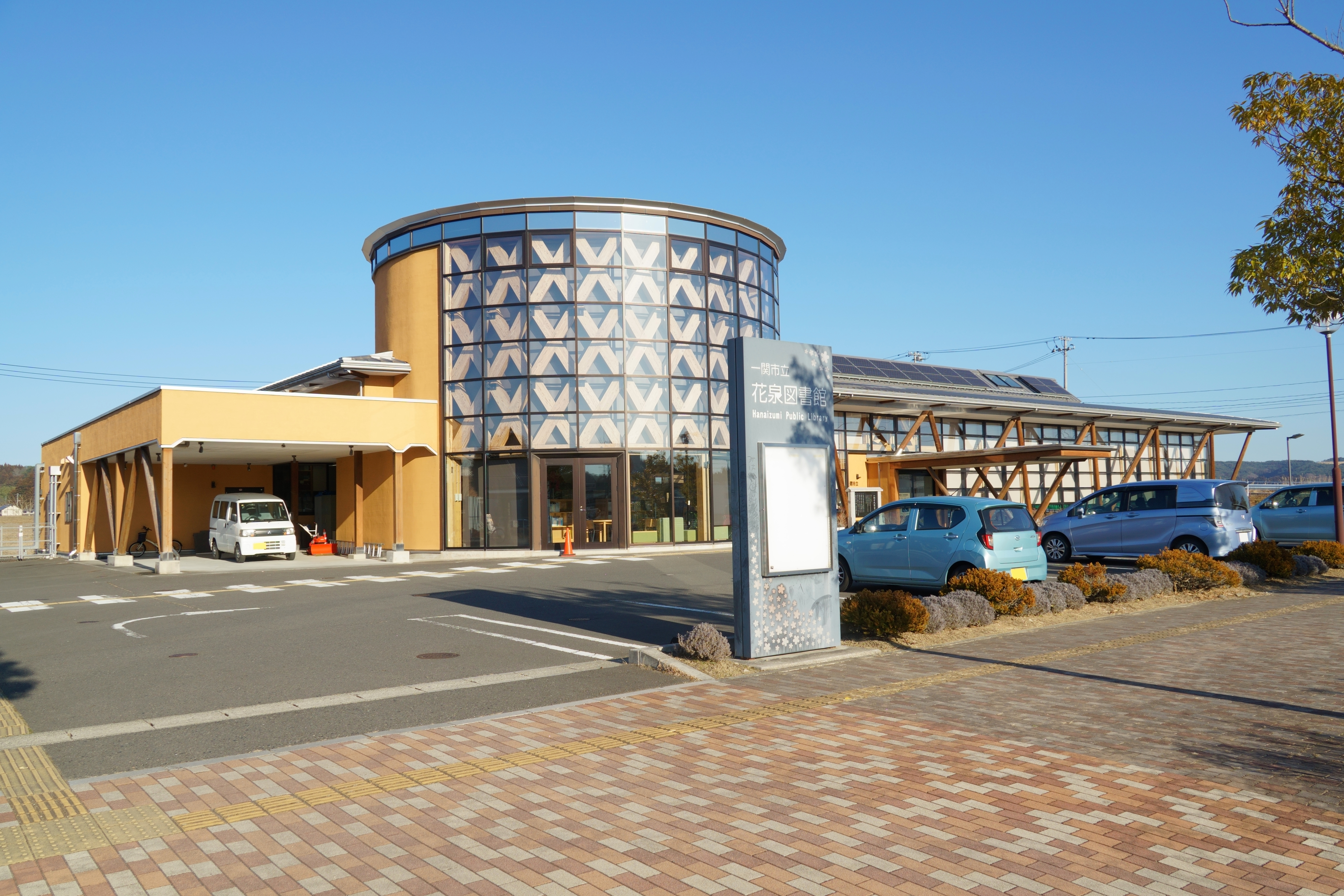
花泉図書館
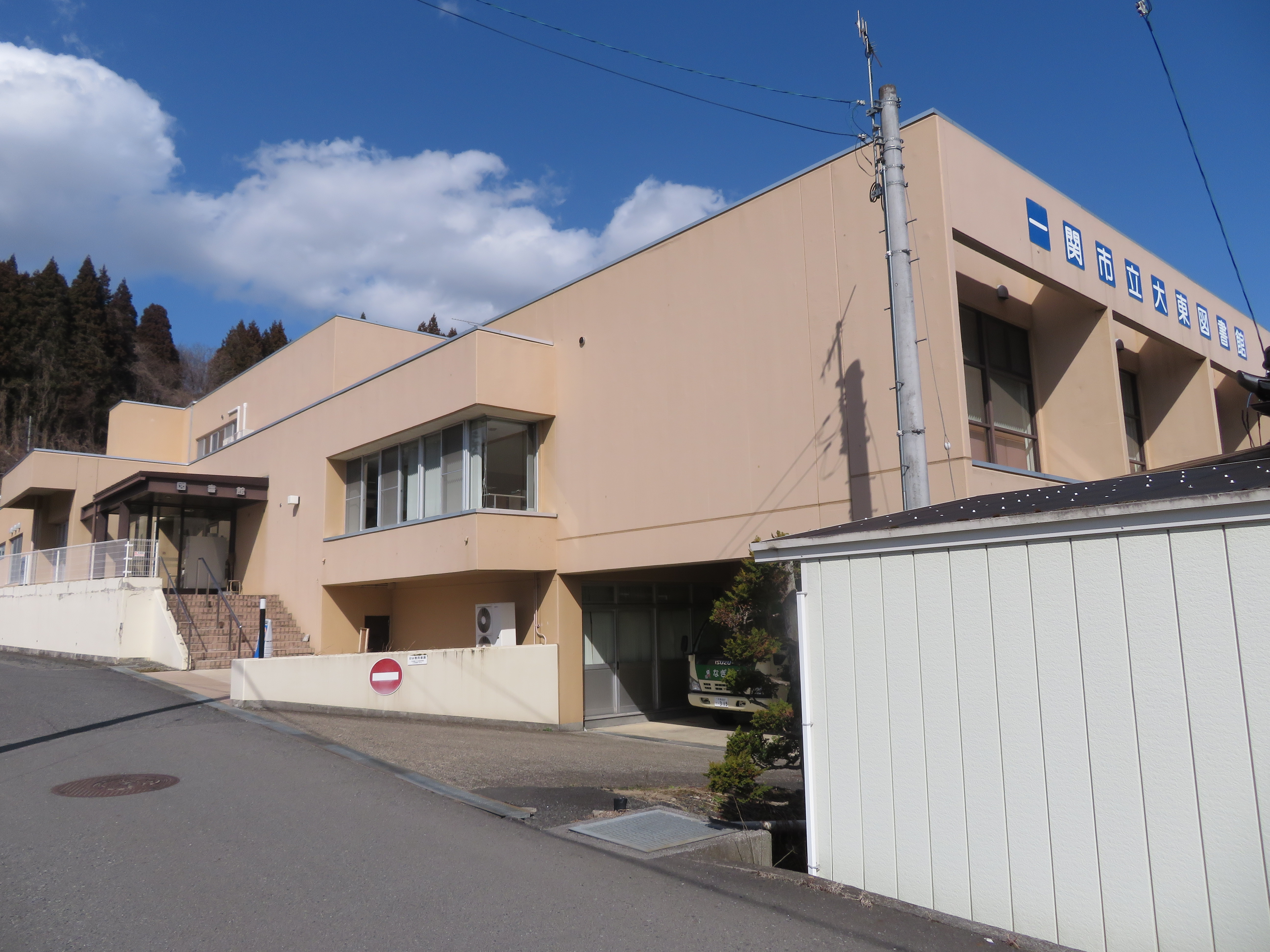
大東図書館
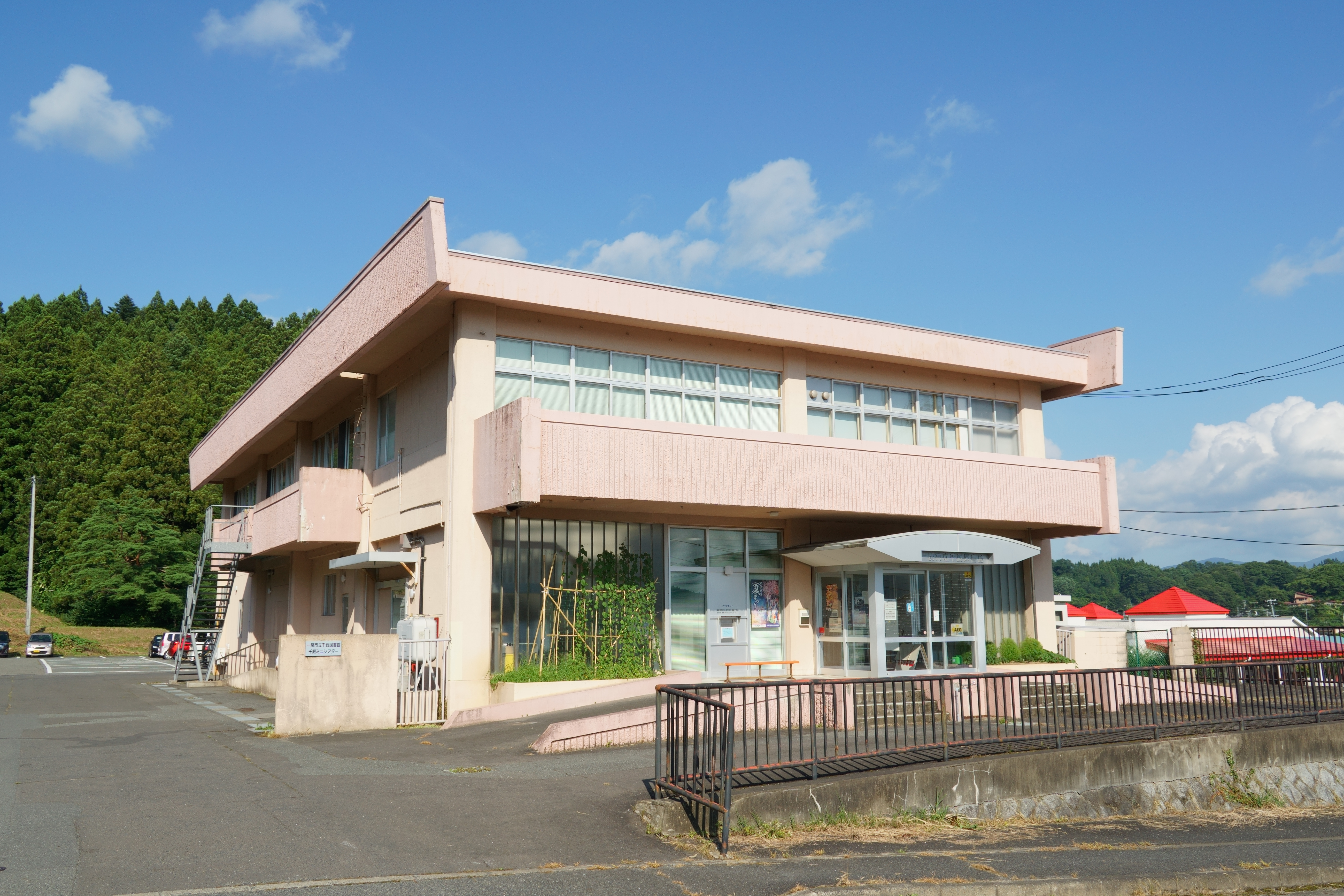
千厩図書館
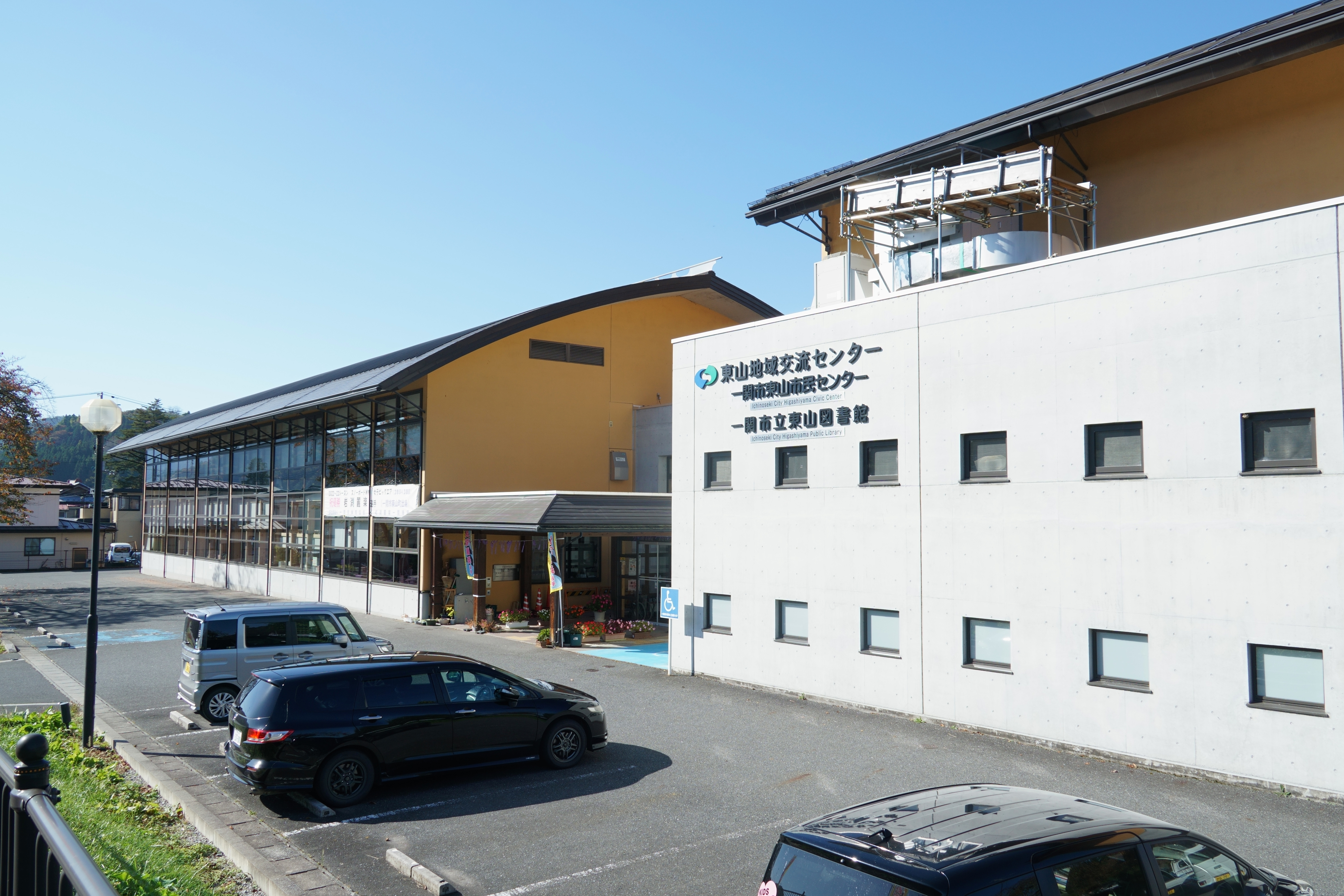
東山図書館
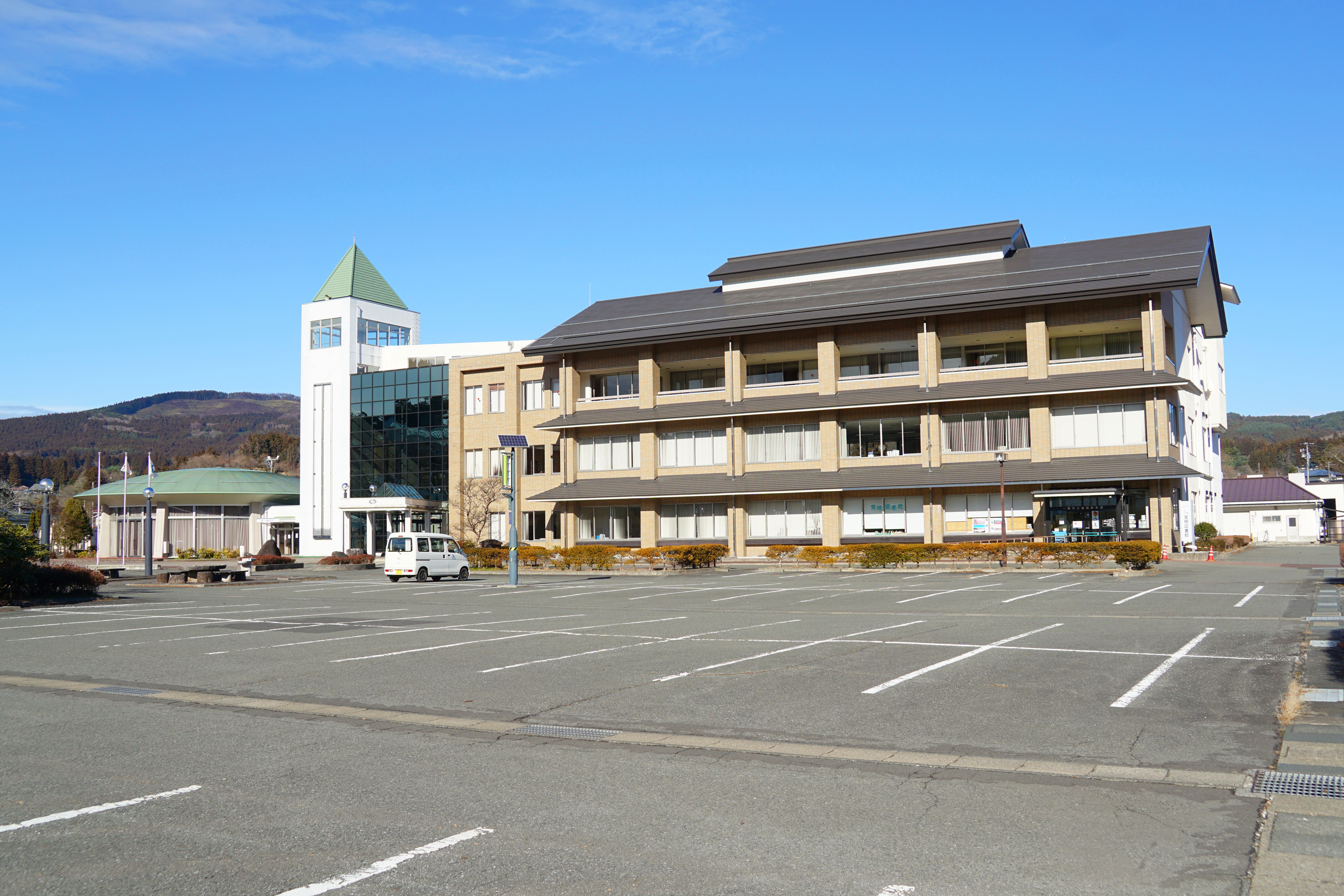
室根図書館
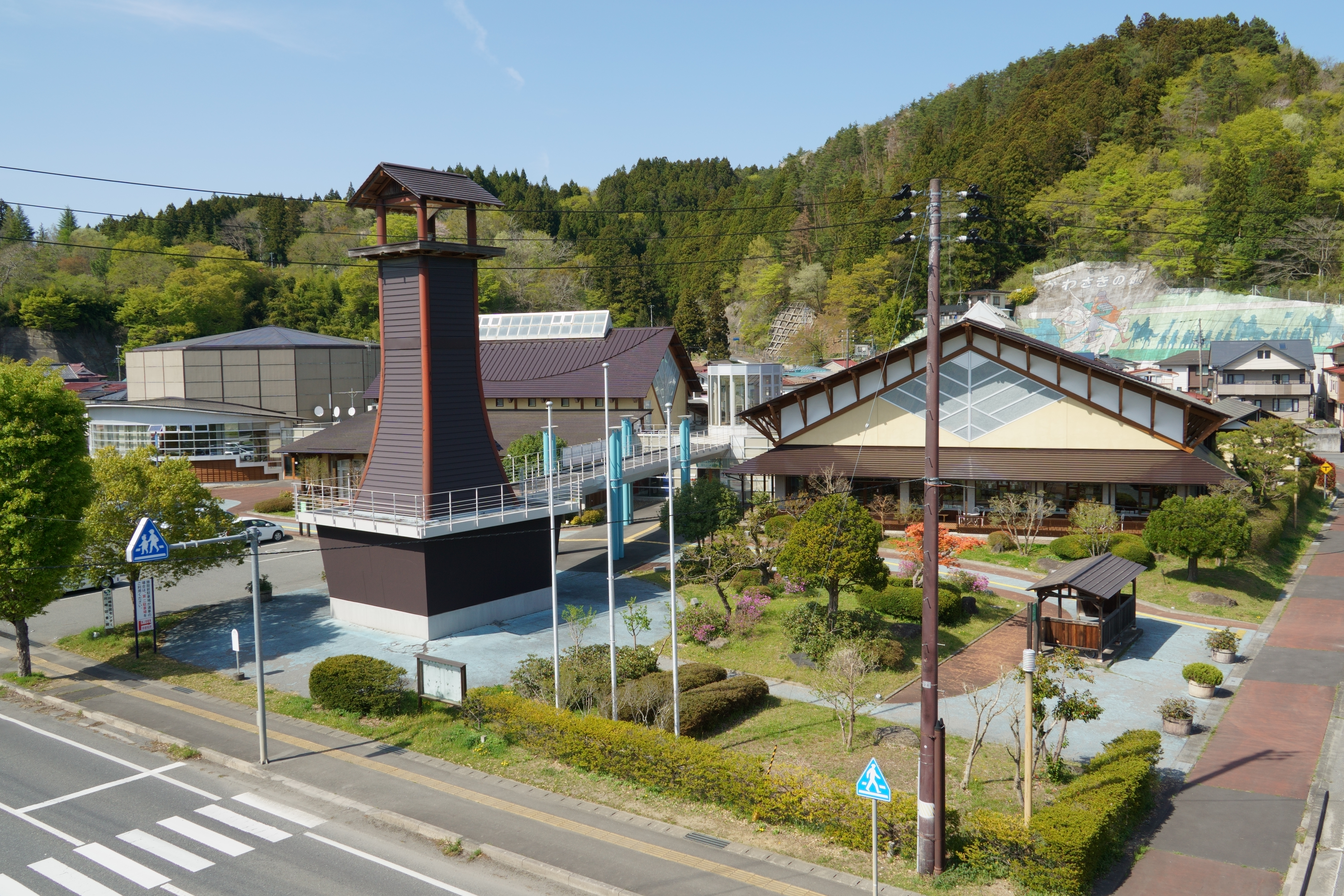
川崎図書館
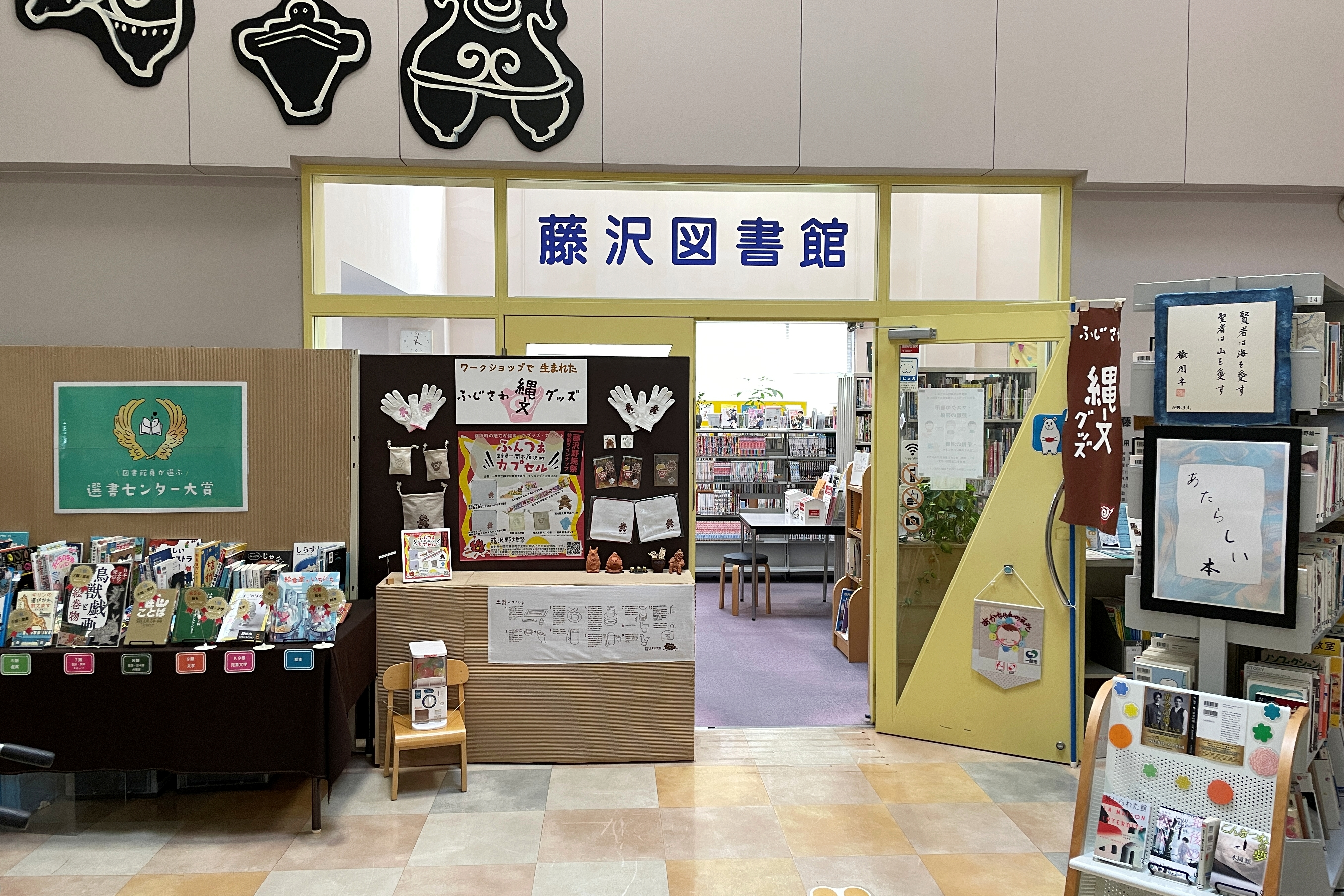
藤沢図書館

〒021-0884 岩手県一関市大手町2-46
- 一関市立花泉図書館 (地域館)

〒029-3205 岩手県一関市花泉町涌津字上三ノ町12
- 一関市立大東図書館 (地域館)

〒028-4132 岩手県一関市大東町摺沢字新右エ門土手12-2
- 一関市立千厩図書館 (地域館)

〒029-0803 岩手県一関市千厩町千厩字北方171-7
- 一関市立東山図書館 (地域館)

〒029-0302 岩手県一関市東山町長坂字町335-1（東山地域交流センター内1階）
- 一関市立室根図書館 (地域館)

〒029-1201 岩手県一関市室根町折壁字八幡沖345（一関市役所室根支所内1階）
- 一関市立川崎図書館 (地域館)

〒029-0202 岩手県一関市川崎町薄衣字諏訪前7-1
- 一関市立藤沢図書館 (地域館)

〒029-3405 岩手県一関市藤沢町藤沢字仁郷12-5（藤沢文化センター内）
（出典:）
- 一関図書館
- 花泉図書館
- 大東図書館
- 千厩図書館
- 東山図書館
- 室根図書館
- 川崎図書館
- 藤沢図書館